# Jackie Young
Jackie Young (ur. 16 września 1997 w Princeton) – amerykańska koszykarka, występująca na pozycji rzucającej, obecnie zawodniczka Las Vegas Aces w WNBA.

## Osiągnięcia
Stan na 13 sierpnia 2024, na podstawie, o ile nie zaznaczono inaczej.

### NCAA
- Mistrzyni:
  - NCAA (2018)
  - turnieju konferencji Atlantic Coast (ACC – 2017, 2019)
  - sezonu regularnego ACC (2017–2019)
- Uczestniczka rozgrywek:
  - NCAA Final Four (2018, 2019)
  - Elite 8 turnieju NCAA (2017–2019)
- MVP turnieju:
  - ACC (2019)
  - Gulf Coast Showcase (2017)
- Zaliczona do:
  - I składu najlepszych pierwszorocznych zawodniczek ACC (2017)
  - II składu ACC (2019)
  - III składu All-American (2019 przez Associated Press)
  - składu honorable mention:
    - ACC (2018)
    - All-American (2019 przez WBCA, Associated Press)

### WNBA
- Wicemistrzyni WNBA (2020)[2]
- Zdobywczyni pucharu WNBA Commissioner's Cup (2022)[3]
- Zaliczona do I składu debiutantek WNBA (2019)[4]

### Reprezentacja
- Mistrzyni olimpijska (2024)[5]